# Buch (Taunus)
Buch település Németországban, Rajna-vidék-Pfalz tartományban. Lakosainak száma 607 fő (2023. december 31.).

## Népesség
A település népességének változása:
| Lakosok száma | 365  | 604  | 621  | 596  | 602  | 598  | 607  |
|               | 1975 | 2014 | 2017 | 2019 | 2021 | 2022 | 2023 |